# حرب أطاليا (فلم)
حرب أطاليا فيلم أكشن مصري، من بطولة أحمد السقا، ونيللي كريم. عرض في صيف العام 2005.

## قصة الفيلم
تدور أحداث الفيلم حول محام شاب يدعى «ياسين»، يعمل في مكتب محاماة، ويكتشف بعض العمليات المريبة التي تحدث داخل المكتب، فيوقف عن ممارسة العمل، ويحاول أن يعرف ماذا يحدث، كما يحاول أن يحصل على حقوقه الضائعة من صاحب المكتب ومن أصدقائه من رجال الأعمال، فيخطتفوا حبيبته ويسافروا بها إلى إيطاليا لتبدأ عملية مساومة بينه وبينهم، وهناك في إيطاليا يستعين بصديقه «فؤاد» وفتاة لبنانية لمساعدته وفي النهاية تحدث مفأجاة.

## الشخصيات
- أحمد السقا: ياسين محام شاب، يفقد وظيفته في أحد مكاتب المحاماة بعد أن كشف علاقة المحامي صاحب المكتب وبعض موكليه من رجال الأعمال في بعض الأعمال الخارجة عن القانون، ويحاول مقاومة الفساد فيقع في العديد من المشكلات.
- نيللي كريم: هنا خطيبة «ياسين»، التي يتم اختطافها لتهديد «ياسين».
- خالد أبو النجا: فؤاد صديق «ياسين»، يعيش في إيطاليا ويستعين به «ياسين» لمساعدته.
- رزان مغربي: مونيكا، فتاة لبنانية تقيم في إيطاليا وتعشق التصوير وتعيش على النصب على بعض الشخصيات، لكنها تساعد «ياسين».
- خالد صالح: بكر الرويعي رجل أعمال فاسد، يكشف «ياسين» بعض أعماله الفاسدة فيخطف حبيبته ليساومه.
- مجدي كامل: نادر صديق ياسين يعيش في إيطاليا
- سهام جلال: سوزى حبيبة بكر
- سليمان عيد: صاحب معرض السيارات
- سناء يونس: والده نادر
- جمال إسماعيل: والد ياسين
- هبة كامل: نادية صديقة ياسين
- عادل هاشم: كمال محامى بكر
- فيفي السباعي: والدة ياسين
- كوسيمو فوسكو: فرانكو الايطالى الذي يحاول سرقة العقد

## روابط خارجية
- مقالات تستعمل روابط فنية بلا صلة مع ويكي بيانات